# Allée couverte von Pir han
Die Allée couverte von Pir han (auch Dolmen von Pir Han, Les Mines Pir Han,  Feuillay oder Pierres Cavalan genannt) liegt südlich des Flusses Chère und südlich von Sion-les-Mines, bei Châteaubriant im Département Loire-Atlantique in Frankreich.
Die Reste dieses Galeriegrabes bestehen aus fünf Sandsteinblöcken mit einer maximalen Höhe von 1,0 m. 1887 gab es einen weiteren Block in Form einer rechteckigen Platte mit einer Höhe von etwa 1,5 m. 1953 wurde eine etwa zwei Meter hohe Quaderplatte entfernt und an den Calvaire von Sion-les-Mines verlegt. Es handelt sich um den am Kalvarienberg neben einem anderen versetzten Block errichteten Menhir.
In der Nähe stehen das Alignement de la Grée Galot und die Menhire du Calvaire de Sion-les-Mines.

Allée couverte von Pir han
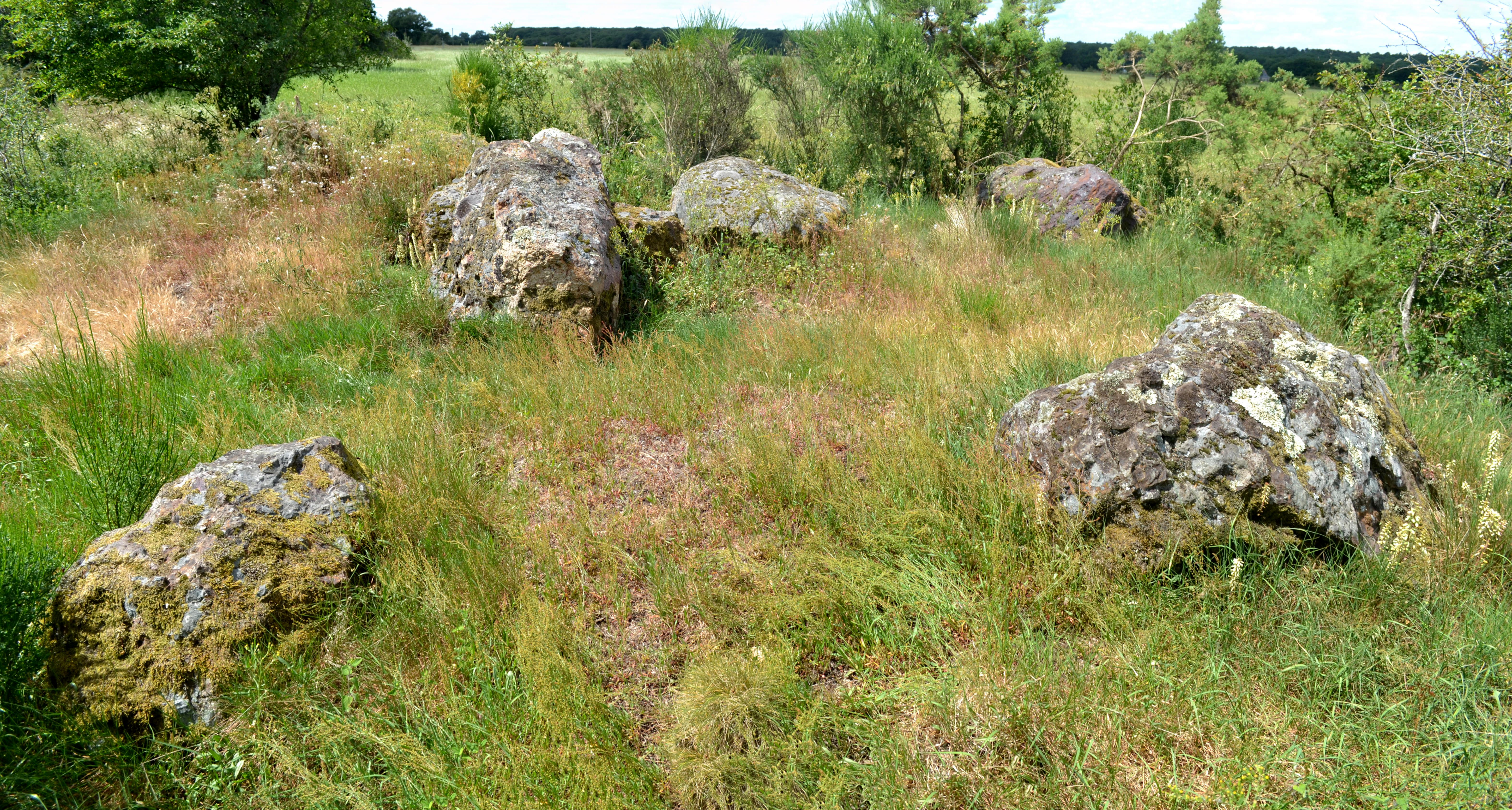
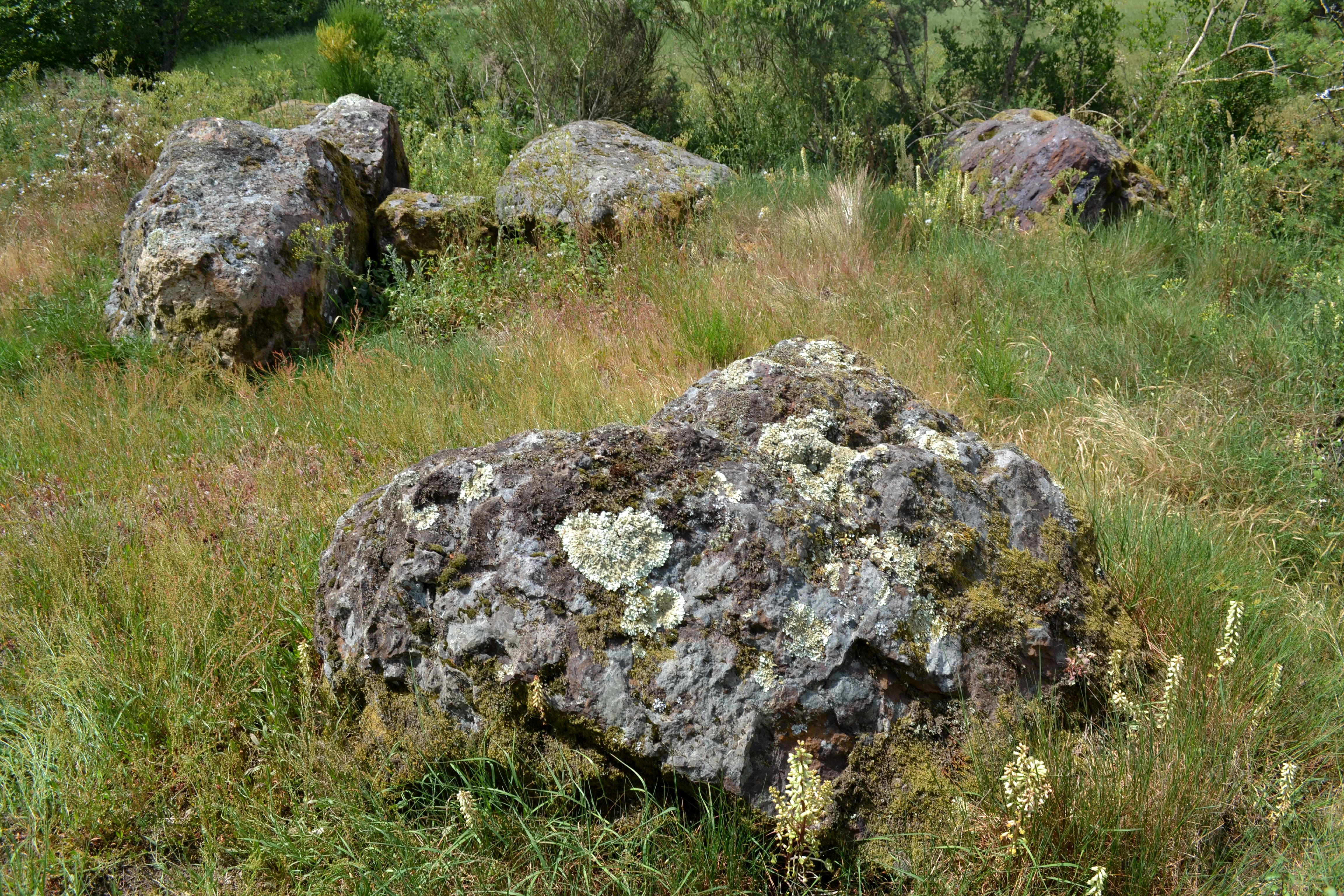
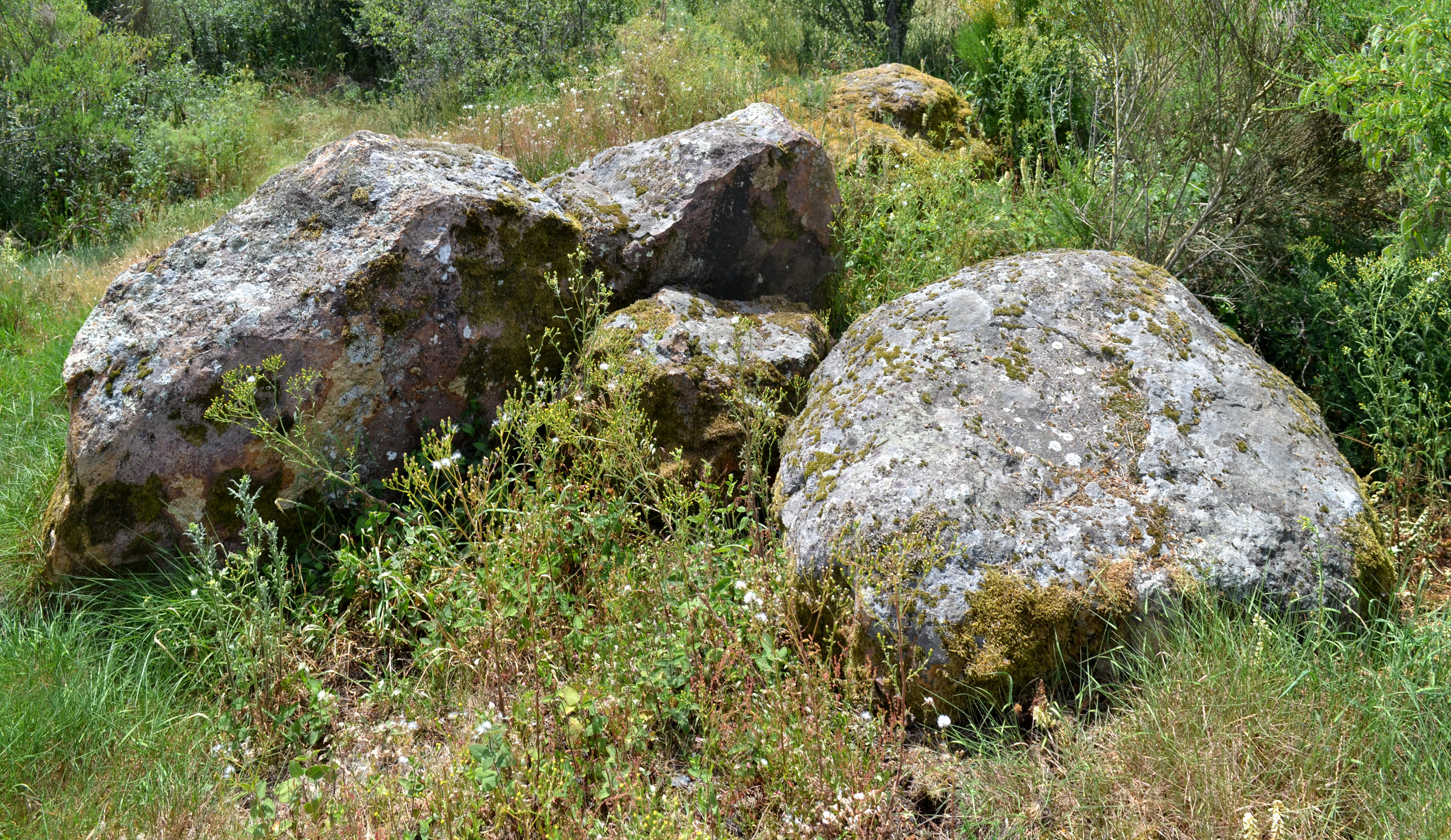
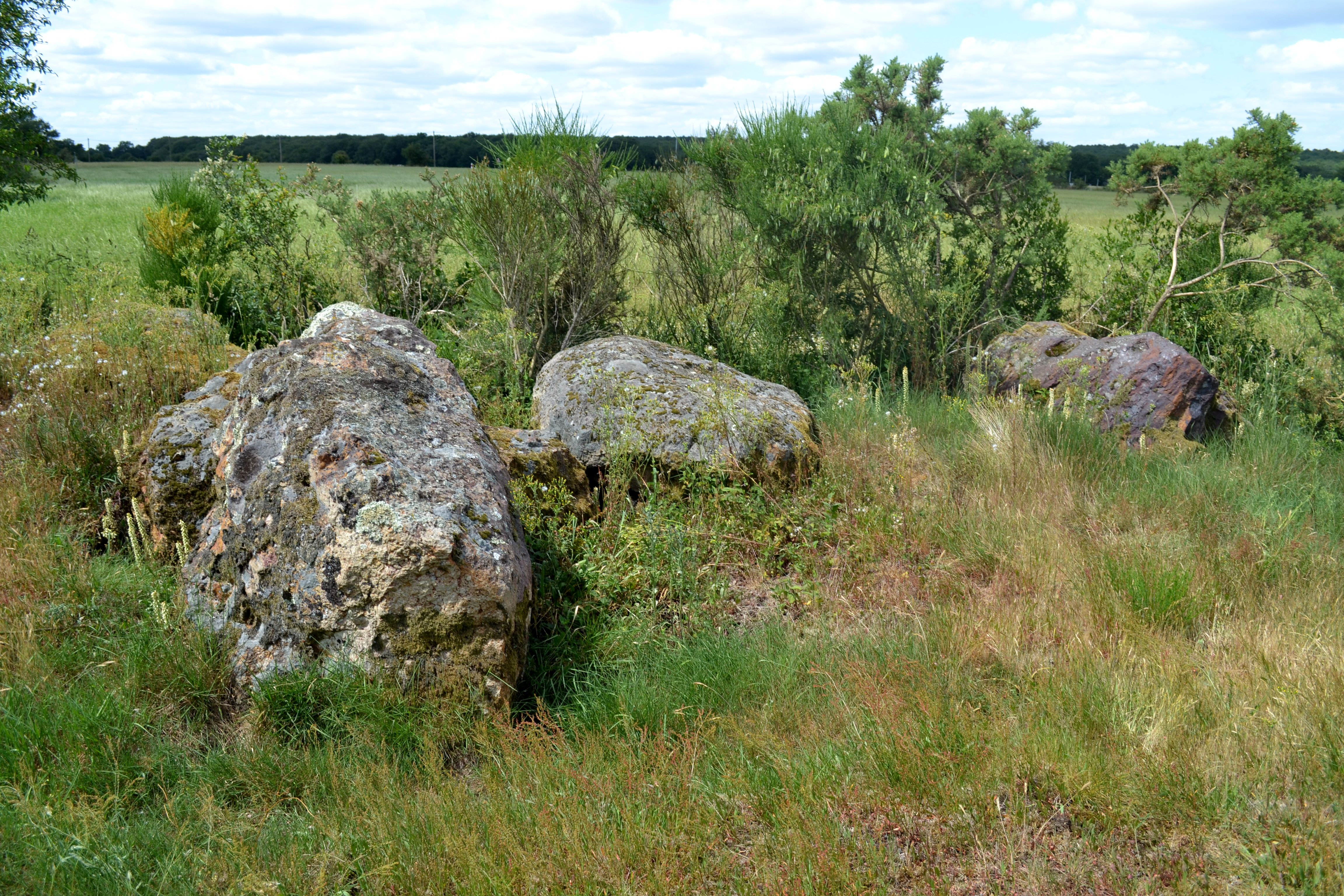